# Platanthera blumei
Platanthera blumei är en orkidéart som beskrevs av John Lindley. Platanthera blumei ingår i släktet nattvioler, och familjen orkidéer. Inga underarter finns listade i Catalogue of Life.